# Суперкубок Гани з футболу
Суперкубок Гани з футболу (англ. Ghana Super Cup) — футбольне змагання, яке щорічно проводить Футбольна асоціація Гани між переможцем Прем'єр-ліги Гани та володарем національного кубку. Перший розіграш Суперкубку Гани відбувся в сезоні 1996/97 років, після чого була тринадцятирічна перерва між сезонами 1998–2010 років. Два найтитулованіші клуби вище вказаного турніру — «Гартс оф Оук» та «Асанте Котоко».
Чинний володар трофею, «Гартс оф Оук», виграв Прем'єр-лігу Гани та національний кубок.

## Переможці та фіналісти
| Рік  | Переможець      | Рахунок        | Фіналіст               | Пос.        |
| ---- | --------------- | -------------- | ---------------------- | ----------- |
| 1997 | «Гартс оф Оук»  | 1–0            | Гапоха                 | [ 3 ]       |
| 1998 | «Гартс оф Оук»  | 2–1            | «Асанте Котоко»        | [ 4 ] [ 5 ] |
| 2011 | «Нанія»         | 1–1 (4–3 пен.) | «Берекум Челсі»        |             |
| 2012 | «Асанте Котоко» | 2–0            | «Нью-Едубіанс Юнайтед» |             |
| 2013 | «Асанте Котоко» | 3–0            | «Медіма»               |             |
| 2014 | «Асанте Котоко» | –              | -                      |             |
| 2016 | «Медіма»        | 1–0            | «Ашанті Голд»          | [ 6 ]       |
| 2017 | «Ва Олл Старз»  | 1–0            | «Бечем Юнайтед»        | [ 7 ]       |
| 2018 | «Адуана Старз»  | 1–0            | «Асанте Котоко»        | [ 8 ]       |
| 2021 | «Гартс оф Оук»  | –              | -                      |             |

### Найтитулованіші клуби
| Клуб                   | Місто / Регіон              | Титулів | Фіналів | Останній титул |
| ---------------------- | --------------------------- | ------- | ------- | -------------- |
| «Асанте Котоко»        | Кумасі, Ашанті              | 3       | 2       | 2014           |
| «Гартс оф Оук»         | Аккра, Велика Аккра         | 3       | 0       | 2021           |
| «Медіма»               | Тарква, Західний            | 1       | 1       | 2015           |
| «Нанія»                | Легон, Велика Аккра         | 1       | 0       | 2011           |
| «Ва олл Старз»         | Ва, Верхній Західний        | 1       | 0       | 2017           |
| «Адуана Старз»         | Дормаа Ахенкро, Бронг-Ахафо | 1       | 0       | 2018           |
| «Гапоха»               | Тема, Велика Аккра          | 0       | 1       |                |
| «Берекум Челсі»        | Берекум, Бронг-Ахафо        | 0       | 1       |                |
| «Нью-Едубіанс Юнайтед» | Нью-Едубіанс, Ашанті        | 0       | 1       |                |
| «Ашанті Голд»          | Обуасі, Ашанті              | 0       | 1       |                |
| «Бечем Юнайтед»        | Бечем, Бронг-Ахафо          | 0       | 1       |                |